# Xyris elegantula
Xyris elegantula är en gräsväxtart som beskrevs av Gustaf Oskar Andersson Malme. Xyris elegantula ingår i släktet Xyris och familjen Xyridaceae. Inga underarter finns listade i Catalogue of Life.